# Carlotta Cattinari
Carlotta Cattinari (Venècia, 1828 - Venècia, 1890) fou una cantant d'òpera italiana.
Estudià en l'escola fundada a Milà pel tenor Antonio Piacenti, i en acabar-los es presentà a Itàlia i després passà a Barcelona, on aconseguí tal èxit, que actuà vuit anys seguits en la capital de Catalunya, mercès a la seva bella veu i al seu talent, que li permetia abordar tots els gèneres.
Després cantà en els teatres de Trieste i Florència, i en companyia de Giorgio Ronconi i Napoleone Moriani i la també soprano Caroline Unger formà part de la cèlebre companyia que formà Salamanca per fer gires arreu d'Espanya.